# Marne Levine
Marne Levine   (Shaker Heights, dècada del 1970) és una empresària estatunidenca que es va convertir en la Chief Operations officer COO d'Instagram el 2014. És directora de Women for Women International.

## Carrera
Levine es va llicenciar en ciències polítiques i comunicació per la Universitat de Miami a Ohio en 1992 i es va graduar per l'Escola de Negocis d'Harvard en 2005. De 1993 a 2000 va treballar per al Departament de Tresoreria dels Estats Units. Va treballar per a les administracions de Bill Clinton i Barack Obama, i va ser cap de gabinet del president de la Universitat Harvard Larry Summers de 2001 a 2003. De 2006 a 2008 va ser product manager a Revolution Money. En 2009-2010 va ser cap de gabinet per al Consell Econòmic Nacional.
Levine va ser la vicepresidenta de política pública global de Facebook de 2010 a 2014. En 2014, es va convertir en la COO de Instagram. Va descriure el seu treball a Instagram com l'anàlisi de les operacions internes per millorar-les i fer-les més ràpides i intel·ligents, així com l'assegurar-se que Instagram funcioni igual de bé per als seus usuaris que per als seus anunciants.

## Juntes directives
Levine és membre de la junta directiva de Lean in, una organització sense ànim de lucre que busca empoderar a les dones creada per la COO de Facebook Sheryl Sandberg. També està en la junta directiva de Chegg. Levine és la directora de Women for Women International. iForma part del Defense Innovation Advisory Board.